# Scotogramma agrotiformis
Scotogramma agrotiformis là một loài bướm đêm trong họ Noctuidae.